# カウーゼン・WK
カウーゼン・WK (Kauhsen WK)　は、カウーゼンが1979年のF1世界選手権に投入したフォーミュラ1カー。2戦に参加したが、いずれも予選落ちとなった。

## 背景
西ドイツアーヘン出身の元レーシングドライバー、ヴィリー・カウーゼンは1976年にヴィリー・カウーゼン・レーシングチーム（WKRT）を興し、欧州F2選手権に参戦。1977年11月、全日本F2000選手権にゲスト参戦した際、日本のシャシーコンストラクター、コジマと提携する案がまとまり、コジマが1977年日本GPで使用したKE009を提供され、1978年のF1世界選手権に参戦する計画を立てた。日本から西ドイツへマシンが輸送されたものの、カウーゼン側の事情により計画は中止となった。この失敗にもかかわらず、カウーゼンはフォーミュラ1への進出を諦めず、1シーズン後に自身のマシンで参戦することを決め、アーヘン大学のハンス・J・ゲルハルト教授とカール・クレーマー、エドゥアルト・イェーガーおよび空力の専門家であるクラウス・カピッツァとデザイナーのクルト・シャベックがそのチームに加わった。

## 開発
チームは全ての開発を自らの設備で行うこととし、その作業は1978年に始まった。プロジェクトはロータス・78をベースとした。1978年の秋には最初のプロトタイプ、WK001が完成した。エンジンはフォード・コスワースDFVを搭載した。当初カウーゼンはアルファロメオ製V12エンジンの使用を希望していたが、ブラバムがアルファロメオとのエンジン供給契約を決定したため、このアイデアは放棄せざるを得なかった。WK001はヒューランド製5速ギアボックスを採用した（その当時でほとんどのチームは6速ギアボックスを使用していた）。プロトタイプの特徴は、非常に短いホイールベース、フロントスポイラー、サイドセクションのラジエーターなどであった。その設計により、グラウンド・エフェクト効果を得ることはできなかった。
欠点を解消するために開発が行われ、その後のバリエーションが製作された。主な目的はグラウンド・エフェクト効果を得ることであった。WK002およびWK003はディティールの差異があるもののWK001と同一であった。WK004はフロントスポイラーが無かったが、エキゾーストマニホールドとタンクの間違った配置などシャシー構造のため、グラウンド・エフェクト効果は達成されていなかった。WK005はホイールベースが大幅に延長され、グラウンド・エフェクト効果を得ることが可能であった。

## レース戦績
車のテストはジャンフランコ・ブランカテリ、ハラルド・アートルとパトリック・ネーヴによって1978年11月に始まった。
1979年4月初旬、カウーゼンはイギリス国内選手権としても知られるオーロラF1のレースに出場した。ゾルダー・サーキットで行われたこのレースでブランカテリは8位で予選を通過したが、2周目にリタイアした。
カウーゼンはF1世界選手権にスペイングランプリでデビューした。WK004とWK005の2台を持ち込み（WK005はスペアカー）、グッドイヤーにタイヤ料金の全額を支払うことができなかったため、チームには中古タイヤが供給された。WK004を走らせることができず、ブランカテリはWK005で予選に参加した。予選では最下位で通過したヤン・ラマースのシャドウよりさらに5秒も遅く、予選落ちとなった。スペイングランプリの後、クルト・シャベックはチームを去った。
ベルギーグランプリではWK005のみが使用された。予選セッションでクラッチに問題があり、予選最下位タイムより9秒も遅く、ブランカテリは再び予選落ちとなった。
ベルギーグランプリの後、カウーゼンはF1から撤退した。

## その後
1979年の夏、カウーゼンはマシンと機材をアルトゥーロ・メルツァリオのチームに売却した。メルツァリオは自身の名を冠した独自のチームを設立していた。メルツァリオ・A4はカウーゼン・WKをベースにしており、ジャンパオロ・ダラーラが設計を支援した。 メルツァリオは1979年シーズンの7戦でA4を使用したが、1度も予選を通過することができなかった。
ダイワのエンジニアであるピエトロ・「ダイドー」モングッツィは、ダイワ・010でカウーゼン・WK001のリアスポイラーを使用したが、レースに出場することは無かった。

## F1における全成績
(key) （斜体はファステストラップ）
| 年     | シャシー       | エンジン                      | タイヤ | ドライバー                   | 1   | 2   | 3   | 4   | 5       | 6       | 7   | 8   | 9   | 10  | 11  | 12  | 13  | 14  | 15  | 順位 | ポイント |
| ------ | -------------- | ----------------------------- | ------ | ---------------------------- | --- | --- | --- | --- | ------- | ------- | --- | --- | --- | --- | --- | --- | --- | --- | --- | ---- | -------- |
| 1979年 | カウーゼン・WK | フォード コスワースDFV 3.0 V8 | G      | ジャンフランコ・ブランカテリ | ARG | BRA | RSA | USW | ESP DNQ | BEL DNQ | MON | FRA | GBR | GER | AUT | HOL | ITA | USA | CAN | NC   | 0        |

## 参照
1. ↑  “実戦デビューを果たせなかった悲運の国産F1マシン「コジマKE009 カウーゼン仕様」”. AUTO MESSE WEB (2018年12月27日). 2024年4月26日閲覧。
2. 1 2 3 4 5 6  “Kauhsen - Full profile”. f1rejects.com. 2011年3月12日閲覧。
3. 1 2 3 4 5 6 7 8 9 10 11  Steffen Schulz. “Formel 1 Teams: Kauhsen Ford”. research-racing.de. 2011年3月12日閲覧。
4. ↑  “Gran Premio de Espana 1979 - Wyniki kwalifikacji”. f1wm.pl. 2011年3月12日閲覧。
5. ↑  “Grand Prix de Belgique 1979 - Wyniki kwalifikacji”. f1wm.pl. 2011年3月12日閲覧。
6. ↑  “CONSTRUCTORS: KAUHSEN”. grandprix.com. 2011年3月12日閲覧。
7. ↑  “Merzario A4”. chicanef1.com. 2010年12月28日閲覧。